# Paper Mario: Sticker Star

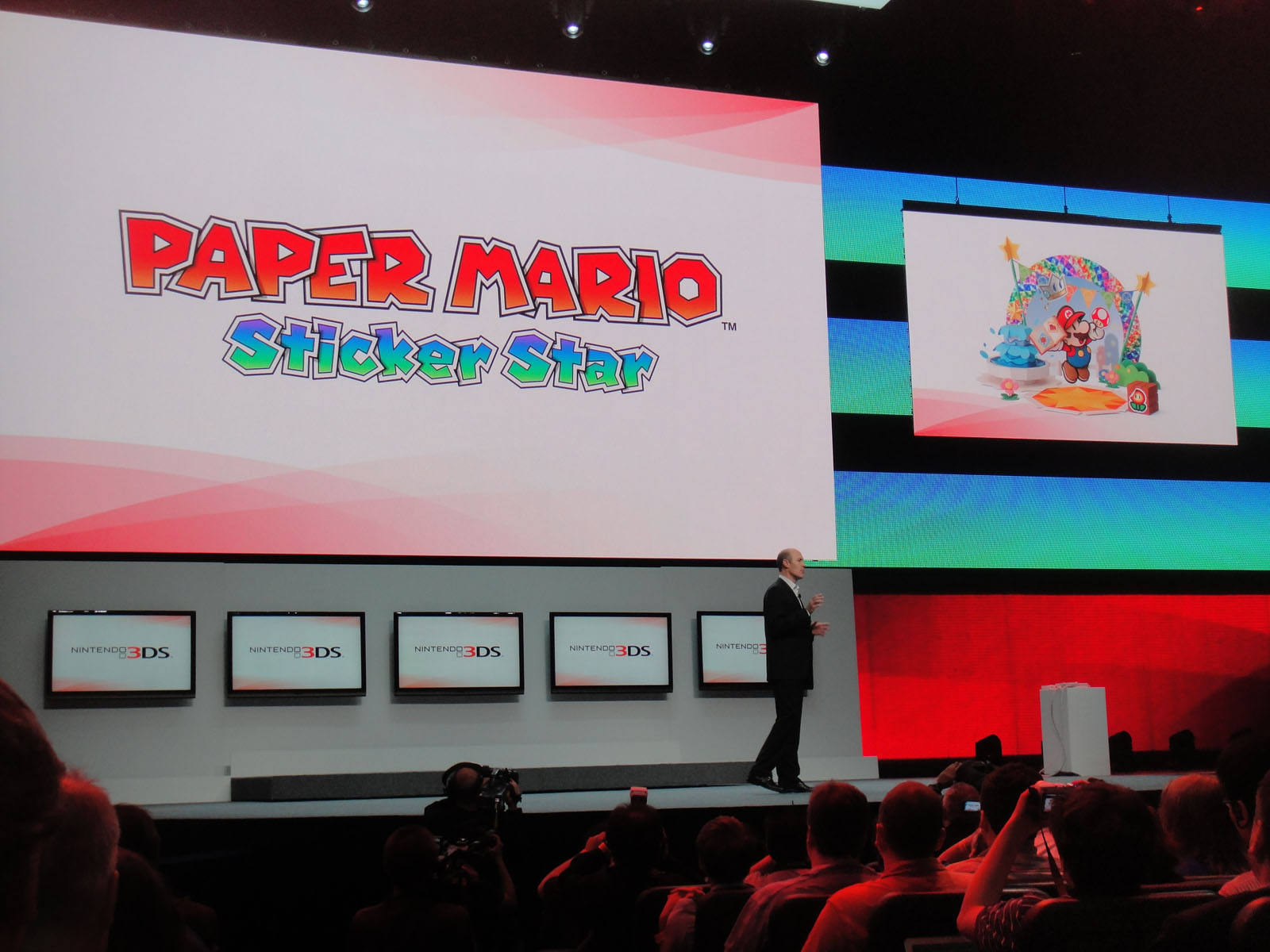
Apresentação para o lançamento

Paper Mario: Sticker Star, conhecido como Paper Mario: Super Seal no Japão, é um jogo eletrônico de plataforma/RPG da série Mario e Paper Mario pela Intelligent Systems e lançado para a consola Nintendo 3DS em 11 de Novembro de 2012 nos Estados Unidos da América.

## Enredo
Os eventos do jogo acontecem durante um feriado anual, o Sticker Fest, onde os moradores do Mushroom Kingdom vêm para a cidade de Decalburg para assistir o Sticker Comet--um cometa cujo objetivo é realizar desejos, como os moradores acreditam-- passar pelo céu. Princesa Peach, Mario e muitos Toads assistem a descida do cometa, quando Bowser aparece no palco e causa pânico na festa. Bowser decide roubar o cometa e três Toads tentam impedí-lo. Ele consegue tocar o cometa, qure quebra em seis partes e se espalha por todo o reino. Uma dessas partes cai na cabeça de Bowser, o tornando super poderoso. Mario tenta atacá-lo, mas acaba com Decalburg completamente destruída e Bowser raptando a Princesa Peach. Mario acorda e examina o que aconteceu, quando encontra Kersti, uma fada sticker que realiza os desejos das pessoas do reino e cuida dos Royal Stickers. Primeiramente, ela se enfurece com Mario por achar que ele foi quem tocou o Sticker Comet. Mario explica o que aconteceu e ela concorda em ajudá-lo a recuperar todos os Royal Stickers e salvar a princesa.
Após coletar cinco Royal Stickers, Mario descobre o Castelo de Bowser, atrás de um paredão rochoso, e com ajuda de Flutter (Transformação da Wiggler) voa até o castelo e acontece a batalha final contra Bowser.

## Jogabilidade
Paper Mario: Sticker Star retorna com a batalha em turnos, como em Paper Mario e Paper Mario: The Thousand-Year Door. Porém, o jogador batalha usando stickers, que podem ser encontrados em massa no cenário, em lojas e em blocos. Stickers são a maior parte da história do jogo. Alguns objetos reais (no jogo chamados "Things", ou "Coisas"), aparecem e podem ser transformados em stickers para serem usados na história principal, em batalhas ou apenas serem guardados. Antes de uma batalha começar, o jogador deve participar de um pequeno jogo Battle Spinner, onde o jogador define quantos stickers poderá usar de uma só vez enquanto está lutando.
A jogabilidade tem muito mais o tema "papel" que os antecedentes, já que alguns objetos presentes no jogo foram colocados por serem conhecidos por danificar papel, como água, tesouras, grampeadores e fita adesiva. Alguns inimigos também podem se dobrar para fazerem certas coisas (por exemplo, o inimigo "Paper-Cone Goomba um Goomba que se dobrou em uma forma de cone para que ganhasse um espinho ou Koopa Troopas, que, quando são acertados por um ataque de pulo se escondem em seus cascos por meio de dobradura).